# Jiuting
Jiuting (kinesiska: 九亭) är en köping i Kina. Den ligger i Songjiang i storstadsområdet Shanghai, i den östra delen av landet, omkring 17 kilometer sydväst om den centrala stadskärnan. Antalet invånare är 253 110. Befolkningen består av 118 775 kvinnor och 134 335 män. Barn under 15 år utgör 11,0 %, vuxna 15-64 år 85 %, och äldre över 65 år 3,0 %.